# Monaco aux Jeux olympiques d'été de 1992
Cet article contient des informations sur la participation et les résultats de Monaco aux Jeux olympiques d'été de 1992, qui ont eu lieu à Barcelone en Espagne.

## Résultats

### Natation
Homme
| Athlète            | Épreuve             | Séries        | Séries            | Finale B     | Finale B     | Finale       | Finale       |
| Athlète            | Épreuve             | Temps         | Rang              | Temps        | Rang         | Temps        | Rang         |
| ------------------ | ------------------- | ------------- | ----------------- | ------------ | ------------ | ------------ | ------------ |
| Christophe Verdino | 100 m brasse hommes | 1 min 07 s 90 | 2e (47e au total) | Non qualifié | Non qualifié | Non qualifié | Non qualifié |
| Christophe Verdino | 200 m brasse hommes | 2 min 23 s 33 | 5e (36e au total) | Non qualifié | Non qualifié | Non qualifié | Non qualifié |
| Christophe Verdino | 200 m 4 nages       | 2 min 12 s 46 | 3e (43e au total) | Non qualifié | Non qualifié | Non qualifié | Non qualifié |

### Tir
Femmes
| Athlète          | Épreuve                    | Qualification | Qualification | Finale        | Finale        |
| Athlète          | Épreuve                    | Points        | Rang          | Points        | Rang          |
| ---------------- | -------------------------- | ------------- | ------------- | ------------- | ------------- |
| Fabienne Pasetti | Carabine 10 m air comprimé | 381           | 39e ex æquo   | Non qualifiée | Non qualifiée |